# Bulwar Las Olas
Bulwar Las Olas (Las Olas Boulevard) – popularna ulica znajdująca się w mieście Fort Lauderdale na południowej Florydzie w Stanach Zjednoczonych. Ciągnie się od Andrews Avenue w Centralnej Dzielnicy Biznesowej aż do A1A i miejscowej plaży. Wysunięta najdalej na wschód sekcja bulwaru charakteryzuje się dużą liczbą kanałów i nadbrzeżnych domów. Odcinek handlowy żyje barami, nocnymi klubami, sklepami ślubnymi, nowoczesnymi sklepami, szykownymi butikami, galeriami sztuki, restauracjami i hotelami. Nazwa „Las Olas” w języku hiszpańskim oznacza „Fale”. Bulwar został zbudowany w 1917 roku.

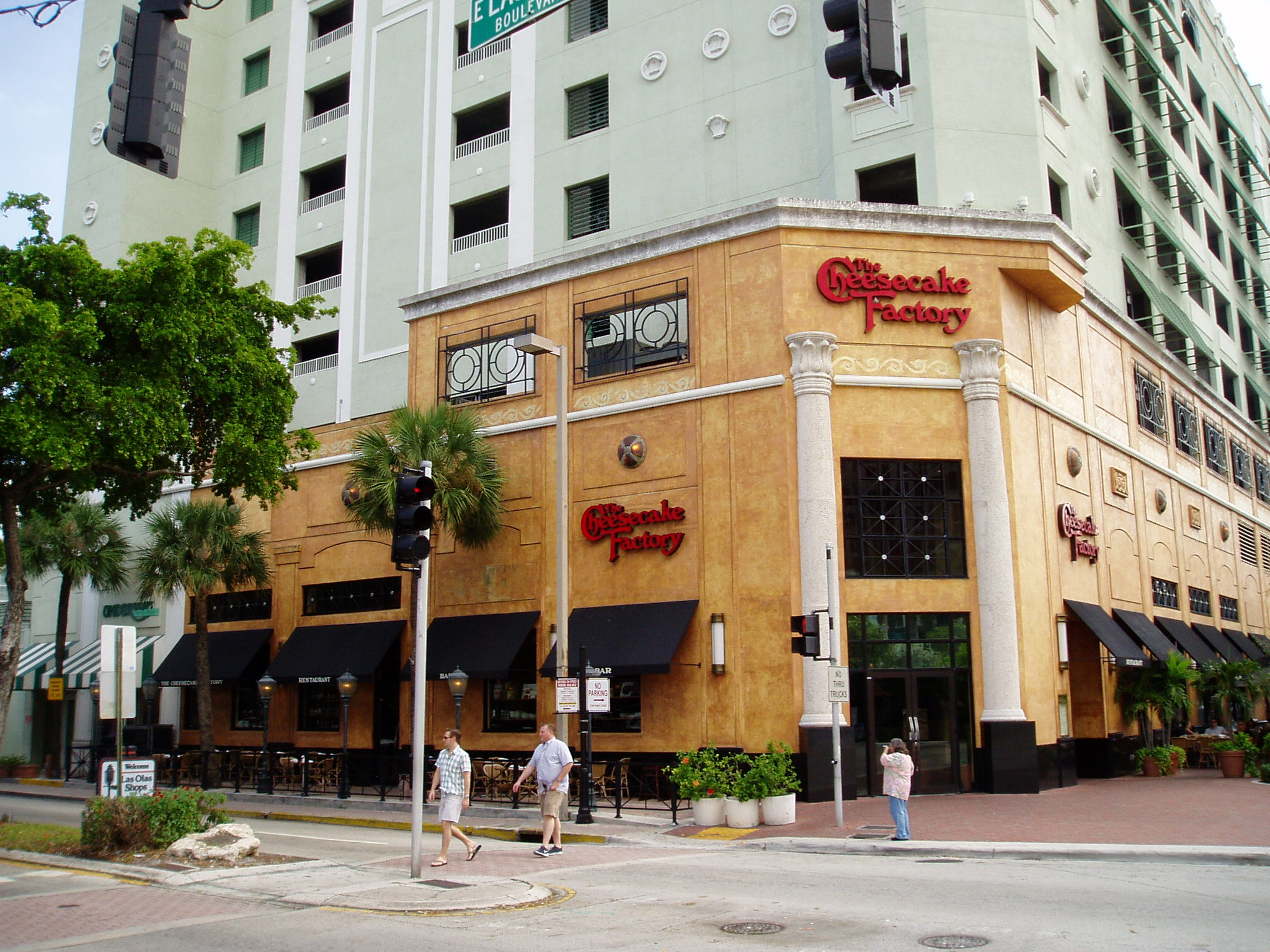
Fabryka serników na bulwarze.